# Wohn- und Wirtschaftsgebäude Falkenburger Weg 71
Das Wohn- und Wirtschaftsgebäude Falkenburger Weg 71, Ecke Kimmer Landstraße, in Ganderkesee-Steinkimmen, 8 Kilometer westlich vom Ortskern, wurde am Anfang des 19. Jahrhunderts gebaut.
Das Gebäude wird aktuell (2023) als Wohnhaus genutzt.
Das Gebäude steht unter Denkmalschutz (siehe auch Liste der Baudenkmale in Ganderkesee).

## Beschreibung
Das eingeschossige giebelständige Gebäude von 1822 (Inschrift über der Grooten Door) ist ein kleines Zweiständerhallenhaus in Fachwerk mit Steinausfachungen, mit reetgecktem Krüppelwalmdach und Niedersachsengiebel mit Uhlenloch. Es wurde zu einem Wohnhaus umgebaut.
Das Niedersächsische Landesamt für Denkmalpflege befand: „geschichtliche Bedeutung … aufgrund seines Zeugnis- und Schauwertes“.